# Annabella Stropparo
Annabella Stropparo, née le 4 juillet 1968 à Bassano del Grappa, est une coureuse cycliste italienne. Elle a été onze fois championne d'Italie de VTT, huit fois en cross-country et trois fois en marathon, et six fois championne d'Italie de cyclo-cross. Elle a représenté l'Italie aux Jeux olympiques de 1996, où elle a pris la sixième place du VTT cross-country.

## Palmarès en VTT

### Jeux olympiques
- Atlanta 1996
  - 6e du cross-country

### Coupe du monde
- Coupe du monde de cross-country
  - 9e en 1997
  - 2e en 1999
  - 4e en 2001
  - 5e en 2002, vainqueur de 1 manche
  - 2e en 2004

### Championnats d'Italie
- Championne d'Italie de cross-country (8) : 1998, 1999, 2001, 2002, 2003, 2004, 2006 et 2007
- Championne d'Italie de cross-country marathon (3) : 2006, 2007 et 2008

## Palmarès en cyclo-cross

### Championnats du monde
- Monopoli 2003
  - 4e

### Championnats nationaux
- Championne d'Italie de cyclo-cross en 2000, 2001, 2003, 2004, 2005 et 2006